# Християндемократическо движение (Словакия)
Християндемократическо движение (на словашки: Kresťanskodemokratické hnutie) е дясноцентристка християндемократическа политическа партия в Словакия.
Партията е основана през 1990 година и през 90-те години е една от водещите десни партии в страната. Участва в коалиционни правителства през 1990 – 1992, 1994, 1998 – 2006 и 2010 – 2012 година. Лошите резултати на останалите десни партии на предсрочните избори през 2012 година извеждат Християндемократическото движение на второ място, макар че получава само 8,8% от гласовете и 16 места в парламента. През 2016 година партията остава извън парламента.
1. ↑  kdh.sk